# شرکت حمل خودرو نیسان موتور
شرکت حمل خودرو نیسان موتور (به ژاپنی: 日産専用船株式会社) یک شرکت کشتیرانی جهانی در ژاپن است که حمل خودرو ، ماشین‌آلات سنگین و هر نوع از این گونه دستگاه‌ها تخصص دارد.این شرکت متعلق به دو شرکت بزرگ نیسان (شصت درصد) و میتسویی او. اس. کی. لاینز (چهل درصد) است و شرکت یورو مارین لجستیک که در مسافت‌های کوتاه در اروپا فعالیت می‌کند از شرکت‌های تابع این شرکت است.همچنین این شرکت با شرکت نروژی هیگ آتولینش رابطه کسب‌وکار تعاونی دارد.